# Deimaco (Tessaglia)
Deimaco (in greco antico: Δηίμαχος?, Dēímachos) è un personaggio della mitologia greca, originario e re di Tricca in Tessaglia.

## Mitologia
Deimaco è il padre di Deileonte, Flogio e Autolico e secondo altre versioni anche di Enarete.
È presente nei miti riguardanti la fondazione della città di Sinope che si trova sul Mar Nero.
Alcuni suoi figli furono compagni di Eracle nel viaggio contro le Amazzoni, viaggio in cui, a seguito di un naufragio, dovettero stabilirsi nella regione.